# Gastón Guruceaga
Gastón Guruceaga Fagúndez (Artigas, 15 maggio 1995) è un calciatore uruguaiano, portiere del Deportivo Cali.

## Biografia
È fratellastro di Matías Aguirregaray.

## Carriera

### Club
Cresciuto nelle giovanili del Peñarol, ha esordito in prima squadra il 16 agosto 2015 in un match perso 3-0 contro il Cerro.

### Nazionale
Nel 2015 con la nazionale Under-20 uruguaiana ha preso parte al campionato mondiale, disputando quattro match, ed al campionato sudamericano, disputando otto match.
Nel 2017 ha ricevuto la sua prima convocazione con la nazionale maggiore.

## Statistiche

### Presenze e reti nei club
Statistiche aggiornate al 6 gennaio 2017.
| Stagione        | Squadra         | Campionato      | Campionato | Campionato | Coppe nazionali | Coppe nazionali | Coppe nazionali | Coppe continentali | Coppe continentali | Coppe continentali | Altre coppe | Altre coppe | Altre coppe | Totale | Totale | Totale |
| Stagione        | Squadra         | Comp            | Pres       | Reti       | Comp            | Pres            | Reti            | Comp               | Pres               | Reti               | Comp        | Pres        | Reti        | Pres   | Reti   |        |
| --------------- | --------------- | --------------- | ---------- | ---------- | --------------- | --------------- | --------------- | ------------------ | ------------------ | ------------------ | ----------- | ----------- | ----------- | ------ | ------ | ------ |
| 2015-2016       | Peñarol         | PD              | 31         | -36        |                 | -               | -               | CL+CS              | 5+2                | -8;-1              |             | -           | -           | 38     | -45    |        |
| 2016            | Peñarol         | PD              | 13         | -14        |                 | -               | -               |                    | -                  | -                  |             | -           | -           | 13     | -14    |        |
| 2017            | Peñarol         | PD              | 21         | -19        |                 | -               | -               | CL                 | 6                  | -15                |             | -           | -           | 27     | -34    |        |
| Totale carriera | Totale carriera | Totale carriera | 65         | -69        |                 | -               | -               |                    | 13                 | -24                |             | -           | -           | 78     | -93    |        |

## Palmarès

### Club

#### Competizioni nazionali
- Campionato uruguaiano: 3

Peñarol: 2012-2013, 2015-2016, 2017
- Supercopa Uruguaya: 1

Liverpool Montevideo: 2024